# Ніношвілі
Ніношвілі (груз. ნინოშვილი) — село в Грузії.
За даними перепису населення 2014 року в селі проживає 318 осіб.